# Zisterzienserinnenkloster Santa María de Jesús (Salamanca)
Das Zisterzienserinnenkloster Santa María de Jesús ist seit 1552 und 1958 ein Kloster der Zisterzienserinnen an zwei verschiedenen Standorten in Salamanca in Spanien.

## Geschichte
Örtliche Adelige stifteten 1552 in der heutigen Straße Paseo de las Canalejas 139 von Salamanca das Zisterzienserinnenkloster Convento del Santo Nombre de Jesús (Namen Jesu), das dort bis 1958 bestand. Dann verkauften die Schwestern das Kloster an die Piaristen (spanisch: Escolapios), die dort noch heute die Schule „Colegio Calasanz“ (nach José Calasanz) unterhalten.  In den Canalejas stehen noch die von Rodrigo Gil de Hontañón erbaute Kirche (bekannt als „Antigua iglesia de las Bernardas“), sowie der Kreuzgang.
1958 wechselten die Nonnen in einen schlichten Neubau im Camino de las Aguas (bekannt als Convento de las Madres Bernardas „Bernardinerinnenkloster“), unweit der Glorieta de las Bernardas („Kreisverkehr der Bernhardinerinnen“). Der Konvent gehört zur Zisterzienserinnenkongregation San Bernardo (C.C.S.B.). 